# Садки (Стрийський район)
Садки́ — село в Україні, в Стрийському районі Львівської області. Населення становить 270 осіб. Орган місцевого самоврядування — Ходорівська міська рада.

## Населення

### Мова
Розподіл населення за рідною мовою за даними перепису 2001 року:
| Мова       | Відсоток |
| ---------- | -------- |
| українська | 97,36%   |
| російська  | 1,32%    |
| інші       | 1,04%    |

## Політика

### Парламентські вибори, 2019
На позачергових парламентських виборах 2019 року у селі функціонувала окрема виборча дільниця № 460347, розташована у приміщенні народного дому.
Результати
- зареєстровано 202 виборці, явка 43,07%, найбільше голосів віддано за «Слугу народу» — 29,89%, за «Європейську Солідарність» — 25,29%, за Всеукраїнське об'єднання «Батьківщина» — 11,49%.[3] В одномандатному окрузі найбільше голосів отримав Андрій Кіт (самовисування) — 71,26%, за Андрія Гергерта (Всеукраїнське об'єднання «Свобода») — 10,34%, за Володимира Наконечного (Слуга народу) і Олега Канівця (Громадянська позиція) — по 4,60%[4].